# Alexandru Ioan Cuza (Iași)
Alexandru Ioan Cuza es una comuna ubicada en el distrito de Iași, Rumania.

## Superficie
Cuenta con una superficie de 50,72 kilómetros cuadrados.

## Demografía
Hasta 2021 la población era de 2133 habitantes, con una densidad de población de 42,05 habitantes por kilómetro cuadrado.